# Миаулис (крейсер)
Навархос Миаулис (греч. Ναύαρχος Μιαούλης, — «Адмирал Миаулис») — греческий парусно-паровой крейсер (греч.Εύδρομο).
Получил своё имя в честь командующего флотом острова Идра и, как следствие, командующего всем греческим революционным флотом адмирала Миаулиса.

## История
Корабль был заказан греческим правительством, в рамках программы строительства флота, после неудачного восстания на Крите в 1866 году, когда для прорыва блокады острова установленной османским флотом, Греческое королевство, располагавшее незначительным военно-морским флотом, использовало только вооружённые торговые пароходы:«Панэллинион», «Аркади», «Энозис».
Деньги на строительство крейсера (2,3 миллиона золотых драхм) были предоставлены «Обществом создания национального флота» (греч. ‘ΕΤΑΙΡΕΙΑ ΠΡΟΣ ΣΧΗΜΑΤΙΣΜΟ ΕΘΝΙΚΟΥ ΣΤΟΛΟΥ’), которое организовал в 1886 году ветеран и герой Греческой революции, брандерист, Никодимос, Константис. Это был первый вклад «Общества» в строительство флота.
Навархос Миаулис был заказан французской фирме Société Nouvelledes Forges et Chantiers de la Méditerranée и построен на верфи Forges et chantiers de la Méditerranée.
Проект корабля был выполнен известным тогда судостроителем Logan. Это был один из красивейших кораблей своей эпохи, с парусами площадью в 1720 м² (в дальнейшем в ходе океанских походов площадь парусов была уменьшена). Корпус был стальным, с деревянной отделкой.
Опережая свою эпоху, корабль именовался на греческом флоте Лёгкий крейсер 2-го класса.
После постройки, на тех же французских верфях, броненосцев «Идра», «Спеце», «Псара», «Миаулис» потерял своё значение для греческого флота.
В ходе очередного Критского восстания «Миаулис» был в составе группы греческих военных кораблей, под командованием Аристида Райнека посланной к Криту.
Появление кораблей привело к тому, что повстанцы водрузили греческий флаг в пригороде Ханья, Халепе и провозгласили воссоединение с Грецией 25 января 1897 года.
Провозглашение «энозиса» вызвало протест посольств европейских «Держав» достигших в тот период согласия оставить Крит под контролем султана. Заверения греческого премьера о мирной роли греческих кораблей были соблюдены. Райнек следовал инструкциям правительства и соблюдал все ограничения выставленные адмиралами объединённой европейской эскадры вставшей у Крита. Только капитан Зотос, Космас, командир крейсера «Адмирал Миаулис», решился остановить несколькими залпами турецкий войсковой транспорт «Измаил Фуад», перебрасывавший сотни башибузуков из Ираклиона в Сития. После чего получил официальное предупреждение от капитана английского броненосца «Трафальгар», что тот «не желает повторения подобного, поскольку отношения между Грецией и Турцией не прерваны и что иначе он будет вынужден предпринять неприятные действия». Зотос ответил что исполняет приказы своего правительства, препятствуя перевозке «мясников», виновных в резне единоверных христиан.
С началом греко-турецкой войны 1897 года « Миаулис» был переведен в Западную (Ионическую) флотилию капитана Д.Криезиса.
После войны «Миаулис» использовался как учебный корабль школы мичманов и для демонстрации флага в странах Средиземного моря и Атлантики.
В 1900 году под командованием капитана и будущего адмирала Кунтуриотиса корабль посетил Бостон и Филадельфию,США.
В 1901 году корабль вновь посетил США, Нью-Йорк, под командованием капитана К.Дамианоса.
В Балканские войны 1912—1913 годов для старого «Миаулиса» не нашлось места в составе флота, хотя флот не располагал ни одним лёгким крейсером.
После греческой победы над турецким флотом у Элли в 1912 году «Миаулис» был окончательно выведен из состава флота.
После чего корабль использовался как артиллерийская школа на острове Порос, а затем как школа мичманов до 1931 года.

## Предшественники
- Миаулис (канонерка).Вошла в состав флота в 1833 году.

## Наследники
- Миаулис (эсминец) типа HUNTIII, бывший британский HMS MODBUR.Вошёл в состав флота в 1942 году.
- Миаулис II (эсминец) типа Allen Sumner FRAM II.Вошёл в состав флота в 1971 году.